# Whitehall (Wisconsin)
Whitehall város az USA Wisconsin állam Trempealeau megyéjében, melynek megyeszékhelye is. Lakossága 1645 fő a 2020-as népszámláláskor.
La Crosse és Eau Claire városok között található félúton.

## Népesség
A település népességének változása:
| Lakosok száma | 267  | 1558 | 1645 |
|               | 1880 | 2010 | 2020 |